# 异手海参
异手海参（学名：Holothuria discrepans）为海参科海参属的动物。分布于马尔代夫群岛、萨摩亚群岛以及中国大陆的西沙群岛等地，常栖息于珊瑚礁内。该物种的模式产地在萨摩亚群岛。